# Terarista fujiana
Terarista fujiana är en tvåvingeart som beskrevs av Yang och Wang 2003. Terarista fujiana ingår i släktet Terarista och familjen fläckflugor. Inga underarter finns listade i Catalogue of Life.